# Aleuritopteris scioana
Aleuritopteris scioana là một loài thực vật có mạch trong họ Adiantaceae. Loài này được (Chiov.) Fraser-Jenk. mô tả khoa học đầu tiên năm 2008.